# Hoshigaoka (metropolitana di Nagoya)
Hoshigaoka (星ヶ丘駅?, Hoshigaoka-eki) è una stazione della metropolitana di Nagoya situata nel quartiere di Chikusa-ku, nel centro di Nagoya ed è servita dalla linea Higashiyama. In superficie si trova un'autostazione.

## Linee
Metropolitana di Nagoya
 Linea Higashiyama

## Struttura
La stazione, sotterranea, possiede un marciapiede a isola con due binari passanti. Sono presenti due aree tornelli e sei uscite in superficie, di cui una porta direttamente ai grandi magazzini Mitsukoshi.
| 1 | Linea Higashiyama | per Fujigaoka                                        |
| 2 | Linea Higashiyama | per Chikusa, Sakae, Nagoya, Nakamura Kōen e Takabata |

## Stazioni adiacenti
| «                 | Servizio          | »                 |
| Linea Higashiyama | Linea Higashiyama | Linea Higashiyama |
| ----------------- | ----------------- | ----------------- |
| Higashiyama Kōen  | -                 | Issha             |